# Austrolimnophila croceipennis
Austrolimnophila croceipennis là một loài ruồi trong họ Limoniidae. Chúng phân bố ở miền Australasia.